# Frans Blancquaert
Frans Laurent Blancquaert (Hasselt, 11 juli 1923 - 6 februari 2005) was een Belgisch senator.

## Levensloop
Blancquaert was een zoon van Jan Blancquaert en Philomena Drieskens en volgde de humaniora aan het Sint-Amanduscollege in Kortrijk. Hij trouwde in 1947 in Kortrijk met Klara Horvath en werd beroepshalve handelsvertegenwoordiger. Hij was afkomstig uit een Vlaams-nationalistische familie en nam al op jonge leeftijd deel aan de IJzerbedevaart.
Tijdens zijn jeugd was hij lid van de Katholieke Studentenactie, het Jong Volkse Front en het Vlaams Verbond van Katholieke Scouts. Het was vooral bij de JVF dat het flamingantisme van Blancquaert gestimuleerd werd en in jaren 1950 werd hij lid van het Davidsfonds en van de Vlaamse Volksbeweging.
In 1961 werd hij propagandist voor de Volksunie in het arrondissement Kortrijk en van 1961 tot 1968 was hij stichtend voorzitter van de Volksunie in Kuurne. Van 1970 tot 1976 was hij gemeenteraadslid en schepen van Kuurne. Hoewel hij bij de verkiezingen van 1976 werd herkozen, stond hij zijn mandaat af aan een jongere. 
Van 1965 tot 1968 was hij provincieraadslid van West-Vlaanderen, waarna hij van 1968 tot 1977 in de Senaat zetelde als rechtstreeks gekozen senator voor het arrondissement Kortrijk-Ieper. In de periode december 1971-april 1977 had hij als gevolg van het toen bestaande dubbelmandaat ook zitting in de Cultuurraad voor de Nederlandse Cultuurgemeenschap, die op 7 december 1971 werd geïnstalleerd en de verre voorloper is van het Vlaams Parlement.